# Marshall Crenshaw
Marshall Howard Crenshaw (Detroit, 11 november 1953) is een Amerikaanse rockzanger, -gitarist, -bassist, -drummer, -percussionist, -toetsenist en songwriter, vooral bekend van hitnummers als Someday, Someway, een Amerikaanse Top 40-hit in 1982, Cynical Girl en Whenever You're on My Mind. Zijn muziek heeft wortels in klassieke soulmuziek en Buddy Holly, met wie Crenshaw vaak werd vergeleken in de vroege dagen van zijn carrière en die hij portretteerde in de film La Bamba uit 1987.
Crenshaw trad op in de musical Beatlemania, voordat hij in 1982 zijn titelloze album uitbracht. Hoewel Crenshaw het commerciële succes van Marshall Crenshaw en de opvolger van Field Day (1983) niet kon repliceren met latere albums, krijgt zijn werk lovende kritieken. Crenshaw heeft ook liedjes bijgedragen aan andere artiesten en singles geschreven voor Kirsty MacColl en de Gin Blossoms. Een citaat van Trouser Press vatte de vroege carrière van Marshall Crenshaw samen: Hoewel hij in het begin werd gezien als een hedendaagse Buddy Holly, bleek hij al snel te getalenteerd en origineel om iemand anders dan zichzelf te zijn.

## Biografie
Hij groeide op in de noordelijke buitenwijk Berkley (Michigan). Hij begon met gitaar spelen op 10-jarige leeftijd. Hij studeerde in juni 1971 af aan de Berkley High School. Tijdens en na de middelbare school leidde hij de band Astigfa. Hij kreeg zijn eerste pauze in 1978, toen hij John Lennon speelde in de musical Beatlemania, eerst als een student in New York, daarna in het gezelschap van West Coast en daarna in een nationaal reisbedrijf. Hij verliet de show in februari 1980. Zijn broer Robert zou in de jaren 1980 lid worden van de touringband van Crenshaw.

### 1970-1985
Na de lancering van een trio in New York met broer Robert op drums en Chris Donato op bas, nam Crenshaw zijn debuutsingle Something's Gonna Happen op voor Alan Betrocks Shake Records. Vervolgens tekende hij bij Warner Bros. Records en noemde hij de gastvrije omgeving een belangrijke rol in zijn beslissing.
Crenshaws gelijknamige eerste album bereikte #50 in de Amerikaanse albumcharts en omvatte zijn kenmerkende Amerikaanse hit Someday, Someway. Neo-rockabilly-muzikant Robert Gordon had het lied gecoverd in 1981 en bereikte #76. Crenshaws eigen versie haalde het jaar daarop #36 en werd zijn enige solo Billboard Top 40-hit. De single zou ook #31 bereiken in de Cashbox hitlijsten en #25 in de Mainstream Rock chart. Andere nummers van het album, waaronder There She Goes Again, Cynical Girl en Mary Anne zijn sindsdien fan favorieten. Crenshaw zelf uitte later zijn misnoegen aan de productie van het album, hoewel het album lovende kritieken kreeg en door Rolling Stone werd gerangschikt als een van de top 100-albums van de jaren 1980.
Zijn tweede album Field Day werd uitgebracht in juni 1983 en kreeg een grotere productie dankzij producent Steve Lillywhite, die destijds de meningen verdeelde. Ondanks de positieve kritische ontvangst, was het album een commerciële teleurstelling en scoorde lager dan zijn debuut op #52. Ondanks Crenshaws enthousiasme voor het nummer, lukte het de eerste single Whenever You're on My Mind niet om zich te plaatsen in de Billboard Hot 100, met een piek op #3 in de Bubbling under hitlijsten. Crenshaw verdedigde later de productie van het album en bekritiseerde de in het Verenigd Koninkrijk uitgebrachte remix-ep Our Town, die de grotere productie van de originele publicaties probeerde af te zwakken.
Door de commerciële achteruitgang van Field Day begon Crenshaws relatie met Warner Bros. te verslechteren en probeerde hij zijn geluid te veranderen op zijn derde album. Downtown uit 1985 had een diepere sound, begeleid door producent T Bone Burnett (hoewel het album Blues Is King werd geproduceerd door Mitch Easter). Het album bereikte #110 in de Amerikaanse hitlijsten.

### 1986–1996
In 1986 hadden Crenshaw en zijn band een hoofdrol in de film Peggy Sue Got Married van Francis Ford Coppola. Later datzelfde jaar speelde Crenshaw Buddy Holly in La Bamba en droeg hij een cover van Hollys Crying, Waiting, Hoping bij aan de soundtrack van het album. Het album bereikte #1 in de Billboard en werd met dubbel platina gecertificeerd. Eveneens in 1986 bereikte Owen Pauls opname van You're My Favorite Waste of Time #3 in het Verenigd Koninkrijk en werd bekroond met een Zilveren Schijf. Crenshaw had het nummer in 1979 backstage geschreven in het Stanley Theatre in Pittsburgh, terwijl hij daar optrad met Beatlemania.
Crenshaw bracht in 1987 zijn vierde album Mary Jean & 9 Others uit, met een productie van Don Dixon en de Joe Jackson Band-bassist Graham Maby. Crenshaw's volgende album Good Evening, was zijn laatste album voor Warner Bros. en bevatte meerdere covers, een beslissing die Crenshaw toeschreef aan zijn gebrek aan vertrouwen in het album en zijn label. Good Evening bevatte de eerste versie van Diane Warrens Some Hearts, later gecoverd door Carrie Underwood.
In 1989 stelde hij de verzameling Hillbilly Music ... Thank God, Vol. 1 van Capitol Records countryartiesten uit de jaren 1950 en 1960 samen. In 1993 verscheen hij in de cult-tv-show The Adventures of Pete and Pete in de rol van een gitaar spelende meterlezer en in 1994 publiceerde hij het boek Hollywood Rock: A Guide to Rock 'n' Roll in the Movies. In 1995 verscheen hij in de muziekvideo voor Yo La Tengos single Tom Courtenay.
Crenshaw bracht nog de twee studio-inspanningen Life's Too Short (1991) en Miracle of Science (1996) uit. Better Back Off, een nummer van het album Life's Too Short, bereikte #17 in de hitlijst Alternative Songs van Billboard.
In 1996 schreef Crenshaw samen met Jesse Valenzuela en Robin Wilson van de Gin Blossoms Til I Hear It From You, voor de soundtrack van de laatste band van de cultfilm Empire Records. De single was een hit in de Verenigde Staten en bereikte #9 in de single-hitparade. Crenshaw ontving een gouden album voor de soundtrack van de film.

### 1997-heden
Crenshaw heeft sinds 1997 de drie studioalbums # 447 (1999), What's in the Bag? (2003) en Jaggedland (2009) uitgebracht. In 2015 bracht hij 392: The EP Collection uit, een verzameling van ep's die hij tussen 2013 en 2015 had uitgebracht. In 2004 speelde hij gitaar als speciale gast met de herenigde leden van de MC5.
Crenshaw schreef het titelnummer van de film Walk Hard uit 2007 met John C. Reilly. Het lied, zoals gezongen door Reilly, werd genomineerd voor een Golden Globe Award voor «Best Original Song» en een Grammy Award. Van 2011 tot een onderbreking in 2017 presenteerde Crenshaw de radioshow The Bottomless Pit bij WFUV in New York, met zijn uitgebreide verzameling opgenomen muziek. De show maakte een pauze in 2017, terwijl Crenshaw werkt aan een documentaire over producent Tom Wilson.
Crenshaw geeft nog steeds ongeveer 40-50 concerten per jaar, de meeste op rijafstand van zijn ouderlijk huis. Crenshaw heeft deze shows zelf genoemd als onderdeel van het NPR singer-songwriter circuit. Crenshaw trad ook op als gastzanger voor the Smithereens sinds het overlijden in 2017 van hun leadzanger Pat DiNizio. Crenshaw wisselt toertaken af met Robin Wilson van de Gin Blossoms en andere gastzangers.
Op 25 juni 2019 plaatste The New York Times Magazine Marshall Crenshaw op een lijst van honderden artiesten wier materiaal naar verluidt was vernietigd in de brand in Universal Studios Hollywood in 2008.

## Waardering
Crenshaw is door critici geprezen als een van de belangrijkste musici van de new wave en powerpop genres, hoewel hij zijn afkeer heeft uitgesproken over de laatste connectie, door te stellen: "dingen die ik heb gedaan, zou je powerpop kunnen noemen, maar de term heeft wel een louche connotatie." Crenshaw heeft Top 40-muziek uit de jaren 1950 en 1960 genoemd als zijn grootste invloed, en zei: "Ik heb die muziek en dat soort popbenadering zeer hoog in het vaandel staan. Ik heb die platen in mijn hoofd. Ze zullen echt niet verdwijnen". Crenshaw wordt regelmatig vergeleken met Buddy Holly.
In 2014 werd Marshall Crenshaw toegevoegd aan de Michigan Rock and Roll Legends Hall of Fame.
Veel bekende artiesten hebben coverversies van Crenshaws liedjes opgenomen, waaronder Lou Ann Barton, Ronnie Spector, Robert Gordon, Marti Jones, Bette Midler en S Club. De Britse muzikant Owen Paul had een internationale hit met zijn versie van Crenshaws You're My Favorite Waste of Time in 1986, met een piek op #3 in de Britse hitlijsten.

## Discografie

### Singles
- 1981:	Something's Gonna Happen
- 1982:	Someday, Someway
- 1982: Cynical Girl
- 1982: There She Goes Again
- 1983:	Whenever You're on My Mind
- 1983: Our Town
- 1985:	Little Wild One (No. 5)
- 1985: Blues Is King
- 1986:	The Distance Between
- 1987:	Mary Jean
- 1987: This Is Easy
- 1989:	Some Hearts
- 1991:	Better Back Off

### Albums
Studioalbums
- 1982: Marshall Crenshaw
- 1983: Field Day
- 1985: Downtown
- 1987: Mary Jean & 9 Others
- 1989: Good Evening
- 1991: Life's Too Short
- 1996: Miracle of Science
- 1999: #447
- 2003: What's In The Bag?
- 2009: Jaggedland

Vinyl heruitgaven
- 2017: Field Day/US Remix EP - 2× vinyl heruitgave

Ep's
- 1984: US Remix (1984)
- 2012: I Don't See You Laughing Now
- 2013: Stranger And Stranger
- 2013: Drivin' and Dreamin'
- 2014: Red Wine
- 2014: Move Now
- 2015: Grab the Next Train

Livealbums
- ????: WRIF LIVE At Hart Plaza - zeldzaam Detroit radiostation promo (alleen vinyl) - uitgevoerd Soldier of Love, een nummer van Arthur Alexander
- 1994: Live …My Truck Is My Home
- 2001: I've Suffered For My Art…Now It's Your Turn
- 2002: Marshall Crenshaw: Greatest Hits Acoustic (BMG Special Products)
- 2003: Live From the Stone Pony - Bonus-audioschijf met zes nummers van de King Biscuit-dvd met dezelfde naam
- 2017: Thank You, Rock Fans!! (Run Out Groove) alleen vinyl van het optreden van 4 juni 1982 in de Keystone in San Francisco

Compilatiealbums
- 1991: A Collection [Alleen promo publicatie]
- 1998: The 9 Volt Years
- 2000: This Is Easy: The Best of Marshall Crenshaw
- 2001: 14 High Class Tunes (Bug Music Promo)
- 2006: The Definitive Pop Collection
- 2015: #392: The EP Collection